# Едикт от Але
Едиктът от Але (на френски: Édit d'Alès или Alais), известен и като Мирът от Але, е споразумение между френския пръв министър кардинал Ришельо и хугенотските водачи, подписано на 28 юни 1629 г.

## Предистория
Още от времето на Люин (1621) короната води война с хугенотите, за да поправи част от точките на Нантския едикт, а именно военните и политическите им привилегии. Създадената от Анри ІV „държава в държавата“ включва хугенотски събрания, крепости (наречени „сигурни места“) и цели територии, които на практика се самоуправляват. Това води до фискални загуби и вътрешна несигурност, която кардинал Ришельо (1624 – 42) не може да търпи. В серия конфликти, истинско продължение на религиозните войни от ХVІ в., кралската армия превзема хугенотските крепости, което завършва с капитулацията на Ла Рошел (28 октомври 1628).